# ТЕС Rijnmond
51°53′24.2″ пн. ш. 4°21′16.4″ сх. д. / 51.890056° пн. ш. 4.354556° сх. д.
ТЕС Rijnmond — теплова електростанція у Нідерландах, споруджена за технологією комбінованого парогазового циклу.
Станцію у складі одного енергоблоку, розташовану в портовій зоні Роттердаму на південному березі річки Ньїве-Маас, ввели в експлуатацію у 2004 році. Тут встановили турбіни компанії Siemens: 2 газові V94.3A потужністю по 260 МВт та парову 270 МВт.
Окрім виробництва електроенергії, станція може постачати до 350 тон пари на годину для розташованого поруч нафтопереробного заводу компанії Shell.
На початку 2010-х років через конкуренцію вугільних електростанцій на тлі розвитку відновлюваної електроенергетики відбулось зниження попиту на продукцію теплової генерації, яка використовує природний газ. Як наслідок, ТЕС Rijnmond у другому кварталі 2015-го законсервували. Осінню 2015 року оголосили про банкрутство проекту, борги за який перед банком Credit Agricloe перевищили 300 млн євро. В 2016 році компанія GSO Capital Partners викупила законсервовану ТЕС.